# August Kiuru
August Kiuru (Gromovo, 12 de julio de 1922 - 23 de febrero de 2009) fue un deportista finlandés que compitió en esquí de fondo en las décadas de los 40 y 50.

## Trayectoria
En los Juegos Olímpicos de Sankt-Moritz 1948, donde disputó dos pruebas del programa de esquí de fondo. Haciendo equipo con Lauri Silvennoinen, Teuvo Laukkanen y Sauli Rytky ganó la medalla de plata en la prueba del relevo 4x10 kilómetros, mientras que en la prueba de 18 kilómetros acabó séptimo. En los Juegos Olímpicos de Cortina d'Ampezzo 1956, volvió a disputar dos pruebas del programa de esquí de fondo. De nuevo, ganó la medalla de plata en la prueba del relevo 4x10 kilómetros, formando equipo con Jorma Kortelainen, Arvo Viitanen y Veikko Hakulinen, mientras que en la de los 30 kilómetros acabó vigesimoprimero. En su palmarés también destacó una medalla de oro, una de plata y una de bronce en el Campeonato Mundial de Esquí Nórdico, así como tres campeonatos nacionales.

## Palmarés internacional
Esquí de fondo
| Juegos Olímpicos   | Juegos Olímpicos             | Juegos Olímpicos  | Juegos Olímpicos |
| Año                | Lugar                        | Medalla           | Prueba           |
| ------------------ | ---------------------------- | ----------------- | ---------------- |
| 1948               | Sankt Moritz (Suiza)         | Medalla de plata  | 4x10 km          |
| 1956               | Cortina d'Ampezzo (Italia)   | Medalla de plata  | 4x10 km          |
| Campeonato Mundial |                              |                   |                  |
| Año                | Lugar                        | Medalla           | Prueba           |
| 1950               | Lake Placid (Estados Unidos) | Medalla de plata  | 4x10 km          |
| 1954               | Falun (Suecia)               | Medalla de oro    | 4x10 km          |
| 1954               | Falun (Suecia)               | Medalla de bronce | 18 km            |